# تششمه سنغيروتوند (مقاطعة غيلانغرب)
تششمه‌سنغيروتوند (بالفارسية: چشمه‌سنگی‌روتوند) هي قرية تقع في كرمانشاه في إيران. يقدر عدد سكانها بـ 67 نسمة بحسب إحصاء 2016.